# Iwan Trifonow
Iwan Michajłowicz Trifonow (ros. Иван Михайлович Трифонов, ur. 24 marca 1918 w Miusie obecnie w rejonie jerszowskim w obwodzie saratowskim, zm. 1965 w Achalciche) – radziecki wojskowy, podpułkownik, Bohater Związku Radzieckiego (1945).

## Życiorys
Skończył 7-letnią szkołę. Od 1938 służył w Armii Czerwonej, ukończył szkołę wojskową, od września 1943 uczestniczył w wojnie z Niemcami. Walczył na Froncie Centralnym, Białoruskim, 1 i 2 Białoruskim. Brał udział w walkach na terytorium Białoruski, Polski i Niemiec, trzykrotnie był lekko ranny. W połowie stycznia 1945 jako dowódca 3 batalionu 47 pułku piechoty 15 Dywizji Piechoty 65 Armii w stopniu starszego porucznika brał udział w walkach nad Wisłą w okolicach Grudziądza, gdzie jego batalion skutecznie odpierał niemieckie kontrataki i zadał wrogowi duże straty. Po wojnie kontynuował służbę w armii do 1965, gdy w stopniu podpułkownika został zwolniony ze służby z powodu choroby.

## Odznaczenia
- Złota Gwiazda Bohatera Związku Radzieckiego (10 kwietnia 1945)
- Order Lenina
- Order Aleksandra Newskiego (1944)
- Order Wojny Ojczyźnianej I klasy (1945)
- Order Czerwonej Gwiazdy (1953)
- Medal „Za zasługi bojowe”
- Medal „Za wyzwolenie Warszawy”

I inne.